# Карабаш, Алексей Георгиевич
Алексе́й Гео́ргиевич Караба́ш (10 февраля 1912— 14 декабря 2003, Обнинск, Калужская область, Российская Федерация) — советский и российский химик, изобретатель. Участник Второй мировой войны. Ведущий научный сотрудник Физико-энергетического института. Один из создателей первой советской атомной бомбы РДС-1 и первой в мире Обнинской АЭС.

## Образование
- Московский институт тонкой химической технологии имени М. В. Ломоносова (окончил в 1947)
- Кандидат химических наук
- Доктор химических наук

## Биография
Студентом 4 курса Московского института тонкой химической технологии имени М. В. Ломоносова сразу после объявления войны с Германией 22 июня 1941 года пришёл в военкомат. В соответствии с военной специальностью пиротехника был направлен на Центральную военную базу Калининского фронта старшим техником-лейтенантом.
Нашёл способ обновления стреляных гильз, противопоставленный нехватке латуни для гильз снарядов. Это изобретение было реализовано на всех фронтах и отмечено главным маршалом артиллерии Н. Н. Вороновым.
Применил принципы оптики к детонации — сложному физико-химическому процессу, сочетающему цепную реакцию химического превращения и фронт ударной волны. В марте 1945 года экспериментально обнаружил преломление детонационных волн в системах конденсированных взрывчатых веществ (ВВ).
Я предложил для бронепрожигающих снарядов и мин применять разрывные заряды со специальными собирающими линзами из ВВ, имеющих скорость детонации меньшую, чем у ВВ разрывного заряда. Проведя 110 экспериментов, исследовал влияние геометрических и физико-химических факторов. Была показана большая эффективность кумуляции путём фокусирования в линзах ВВ детонационных волн.
Демобилизовался из армии в декабре 1945 года и продолжил учёбу в МИТХТ. Одновременно работал в Институте общей и неорганической химии имени Н. С. Курнакова АН СССР, занимаясь разработкой методов анализа высокочистого урана и исследованиями трофейного немецкого урана. 13 июня 1946 года на заседании семинара Института физической химии АН СССР доложил свои отчёты «Преломление детонационных волн» и «Повышение направленного действия взрыва применением собирающих линз ВВ», получившие положительные отзывы крупнейших специалистов в области взрывов. Результаты этих работ в дальнейшем были использованы при создании первой советской атомной бомбы.
Исследования детонации и разработки линз ВВ были использованы для симметричного сжатия всех частей ядерного заряда плутония, имеющего форму шара. Эта уникальная система была разработана под руководством К. И. Щёлкина для первой атомной бомбы. Термин «линзы» прочно вошел в обиход.

В августе 1948 года был направлен в Арзамас-16 для работы над советской атомной бомбой. Был руководителем химико-аналитической группы в составе лаборатории Н. В. Агеева. В составе коллектива металловедов занимался легированием плутония с целью стабилизации пластичной б-фазы для обеспечения оптимальных свойств материалов ядерного заряда. Совместно с А. И. Еловатской разработал методику фотоэлектроколориметрического определения основного легирующего компонента. В начале июля 1949 года был командирован Ю. Б. Харитоном в Челябинск-40 на завод В с полномочиями приёмки анализов ядерного заряда первой советской атомной бомбы РДС-1. После подписания Карабашем приёмочного акта по анализам ядерного заряда РДС-1 в августе 1949 года две полусферы плутониевого заряда в двух металлических чемоданчиках были направлены из Челябинска-40 в Арзамас-16 для контрольной сборки и затем на Семипалатинский полигон, где 29 августа 1949 года после сборки и подготовки РДС-1 к подрыву был осуществлён ядерный взрыв.
В конце июля 1950 года в составе коллектива лаборатории Н. В. Агеева переехал из Арзамаса-16 в Лабораторию «В» (будущий Физико-энергетический институт будущего Обнинска), где впоследствии руководил отделом химии и радиохимии. Группа Агеева стала первоначальным ядром отдела материаловедения. Результатом работы Лаборатории «В» стал запуск в 1954 году первой в мире Обнинской АЭС.
Научные интересы — химико-спектральный анализ (ХСА).
Заместитель председателя Аналитической комиссии Министерства среднего машиностроения СССР.
Член Всесоюзного химического общества и затем Российского химического общества.
Автор 115 работ, 25 изобретений, 550 научных отчётов.
Хобби — история Западного фронта в Великой Отечественной войне.

### Семья
- Сын — Владимир Алексеевич Карабаш (р. 1947).
- Внучки:
  - Ярослава Владимировна Карабаш (р. 1973).
  - Анна Владимировна Карабаш (р. 1977) — российская журналистка[2].
  - Полина Владимировна Пилюгина (урождённая Карабаш, р. 1979)

## Научные достижения
Развил метод коллективного концентрирования элементов-примесей при химико-спектральном анализе (ХСА) отделением макрокомпонента селективными реакциями: осаждения, флотации, улетучивания. Разработал методику эталонирования, обеспечивающую высокую точность ХСА. Предложил универсальные коллекторы примесей для концентратов. Соавтор открытия закономерности явления соэкстракции элементов. Разработал методы экстракционной индикации в титриметрическом анализе и экстракционной флотации внутрикомплексных соединений металлов. Открыл новый класс координационных соединений — смешанные кислородсодержащие гидриды актинидов (оксогидриды, гидроксогидриды, пероскогидриды тория, урана, плутония). Установил состав и формулы этих соединений, образующихся в условиях спилловера водорода. Объяснил специфические свойства металлов актинидов. Открыл новое направление фронтальной хроматографии — «Жидкометаллическая хроматография — метод сорбционного фильтрования для очистки расплавов металлов и концентрирования примесей и радионуклидов». Впервые применил метод сорбционного фильтрования для финишной очистки полупроводникового галлия. Установил явление избирательной растворимости воды в жидких металлах. Разработал систему классификации примесей в полупроводниковых материалах, основанную на градации разности электроотрицательности микро- и макроэлементов (Dc). Для атомных энергетических установок атомных подводных лодок (АПЛ): организовал производство и анализ компонентов жидкометаллического теплоносителя (ЖМТ) высокой чистоты; решил проблемы защиты от коррозии конструкционных сталей, оболочек твэлов, взрывобезопасных материалов системы биологической защиты; создал основы химической технологии ЖМТ и рабочих сред. Впервые синтезировал гидрид плутония PuH1,7 и экспериментально установил/исследовал явление преломления детонационных волн в системах конденсированных взрывчатых веществ. Открыл месторождение висмута «Железный кряж» в Забайкалье в 1935 году. Разработал новые методы анализа оловянных руд, основанные на каталитическом разложении SnO2 и восстановительной плавке с NaOH руд и концентратов.

## Награды и премии
- Орден Красной Звезды[1]
- Орден Трудового Красного Знамени[1]
- Орден «Знак Почёта»[1]
- Орден «За заслуги перед Отечеством» IV степени (1999)[1]
- Медаль «Автору научного открытия»[1]

## Почётные звания
- Почётный гражданин города Обнинска

## Память
25 мая 2012 года к столетию Алексея Карабаша в Физико-энергетическом институте был открыта мемориальная доска. На открытии памятной доски выступили научный руководитель ФЭИ В. И. Рачков и — с воспоминаниями о Карабаше — Н. А. Козлова, Е. В. Сулим, Н. Ф. Коновалова, В. П. Усачёва, А. Б. Соколов.

## Цитаты
Анна Карабаш, 2011:
Мой дедушка Алексей Карабаш был патологический плюшкин. Он говорил: вещи, история, ничего нельзя выбрасывать. Не только книг с автографами и сувениров. Старых докладов — там было много незаконченных замыслов, которых хватило бы на 10 докторских диссертаций, и дедушка все мечтал закончить. Но другие вещи тоже были для него важными. Я жила в квартире его покойного брата во время учёбы в МГУ, и пыталась сделать там уборку. Выбросила пять контейнеров хлама, в том числе сломанную пополам теннисную ракетку, и несколько коробок из под-обуви, где ничего не лежало. Дедушка устроил мне страшный скандал, и не разговаривал со мной два месяца, а припоминал мне до самой своей смерти эту ракетку и «нужные» коробки. Ещё кроме прочего я выкинула ржавый чайник. «Чайник! — вопил дедушка, как только наш разговор, вне зависимости от темы, очередной раз входил в критическую фазу. — Я на него молился!»

В какой-то момент он перестал пускать нас в свою комнату — это довольно большая спальня, которая была же и кабинетом, метров 25 квадратных, высокие потолки, в детстве мне казалась футбольным полем. Дедушка говорил, что у него там много вещей надо разобрать, и нам там делать нечего. Лет пять это продолжалось, а он нас принимал в гостиной и на кухне. Когда он умер, мы физически не могли зайти в комнату. Это была пещера. Маленький лаз вёл к кровати, двуспальной кровати, на которой даже не осталось места для того, чтобы лечь подростку. Мама моя разбирала хлам в течение месяца, каждый день, по несколько часов.

### Труды Алексея Георгиевича Карабаша
- Карабаш А. Г., Пейзулаев Ш. И. и др. Химико-спектральный анализ чистых металлов на содержание примесей / Материалы X Всесоюзного совещания по спектроскопии (4-14 июля 1956 г.) // Атомная спектроскопия. — 1958. — Вып. 4. — Т. 2. — С. 556—562.
- Карабаш А. Г., Пейзулаев Ш. И. и др. Химико-спектральные методы определения примесей в чистых металлах и их соединениях: германии, титане, цирконии, висмуте, молибдене, бериллии // Труды Комиссии по аналитической химии АН СССР. — 1960. — Т. 12. — 61 с.
- Karabash A. G., Peyzulayev Sh. I. et. al. Methods for Chemical Concentrating of Impurities for Spectral Analysis of High-Purity Metals. XXth International Congress of Pure and Applied Chemistry. 1965, N E-113, p. 1-13.
- Карабаш А. Г. и др. Сорбенты в жидкометаллической хроматографии // Высокочистые вещества. — 1990. — № 1. — С. 44-49.
- Карабаш А. Г. Преломление детонационных волн и повышение направленного действия взрыва применением собирающих линз взрывчатых веществ // Ядерная энергетика. — 2000. — № 1. — С. 107—116.

### Об Алексее Георгиевиче Карабаше
- Редактор Еремеев. Годы свершений // Проза.ру.
- Вареник Владимир. Памяти ученого: вековой юбилей профессора Карабаша // BeAlive.fm. — 10 февраля 2012 года.